# Ruoholahti
Ruoholahti (szw. Gräsviken) – stacja metra helsińskiego znajdująca się w dzielnicy Ruoholahti. 
Do 2017 roku była końcową i najbardziej na zachód wysuniętą stacją w sieci. Poprzednią stacją jest Kamppi, oddalona o 1169 m. W ramach realizowanej rozbudowy sieci metra w Helsinkach do Espoo (tzw. länsimetro) linia została rozbudowana z kierunku zachodnim. Kolejną stacją w tę stronę jest Lauttasaari.
Stację otwarto 16 sierpnia 1993. Zaprojektowali ją Jouko Kontio i Seppo Kilpiä.